# Mahalaua mon amour

Coperta albumului

Mahalaua Mon Amour este un album al interpretului român Tudor Gheorghe lansat pe 14 februarie 2013, ce cuprinde înregistrarea integrală a concertului din 2009.

## Detalii ale albumului
- Gen: Lăutărească
- Limbă: Română
- Sunet: Stereo
- Înregistrat: Concert
- Durată album: 1 oră 43 minute 23 secunde
- Casă de discuri: Cat Music
- Dată lansare album: 14.02.2013

## Lista pieselor

### Disc 1
- 01 - Chiar dacă dau de necaz - Mahala și țigănie  (12:17)
- 02 - Ah, ce dor mi-este de tine [3:08]
- 03 - De trei ani n-am dat pe-acasă [6:09]
- 04 - Dor de mamă [5:54]
- 05 - Inima mi-e plină [3:35]
- 06 - Ursitoare, ursitoare [4:03]
- 07 - Boala, boală de e boală [8:07]
- 08 - Ia, guriță, ia de bea [4:58]
- 09 - Blestemat să fii de stele [4:49]
- 10 - Stinge, Doamne, stelele - Să te-ajună dorul meu [10:17]

### Disc 2
- 11 - Du-te, neică, să te duci [3.57]
- 12 - Solo țambal - Gheorghe Floricel [2:07]
- 13 - Dă, mamă, cu biciu-n mine [6:24]
- 14 - La Chilia-n port [6:28]
- 15 - Deschide, gropare, mormântul [8:49]
- 16 - Lelițo, fă! [2:44]
- 17 - Inel, inel de aur [4:38]
- 18 - Foaie verde măr domnesc [4:29]